# Rojé Stona
Rojé Stona (26 de fevereiro de 1999) é uma atleta jamaicano especialista no lançamento de disco.
Engenheiro industrial formado pela Universidade do Arkansas, Estados Unidos, ele venceu várias competições U23 da Associação de Atletismo da América do Norte, Central e Caribe (NACAC) ainda como atleta junior. Competiu no Campeonato Mundial de Atletismo de 2023 em Budapeste, Hungria, mas com um lançamento de 62,57 m não conseguiu classificação para a final.
Pouco conhecido no circuito internacional, em Paris 2024, de maneira inesperada, Stona conquistou a medalha de ouro no lançamento de disco. Ele estabeleceu um novo recorde pessoal e novo recorde olímpico com um lançamento de 70,00 m na 4ª rodada, superando por 3 cm o lituano medalhista de prata Mykolas Alekna, favorito e recordista mundial da modalidade, que havia quebrado o recorde olímpico de vinte anos de seu pai, Virgilijus Alekna, apenas alguns minutos antes, com um lançamento de 69,97 m. Esta vitória foi a primeira medalha de ouro olímpica para a Jamaica nesta modalidade.